# Converting Vegetarians
Converting Vegetarians è il quarto album del gruppo psy-trance Infected Mushroom pubblicato il 14 luglio 2003 da BNE/Yoyo Records.

## Descrizione
L'album è formato da 2 dischi: il primo comprende brani di genere Psy-trance, mentre il secondo disco è più sperimentale ed eclettico, in cui la band esplora nuovi generi di musica elettronica che riprenderà negli album successivi.

## Tracce
Disco 1 - Trance Side
1. Albibeno – 7:01
2. Hush Mail – 6:58
3. Apogiffa Night – 8:05
4. Song Pong – 8:33
5. Chaplin – 6:52
6. Echonomix – 7:39
7. Scorpion Frog – 7:55
8. Deeply Disturbed – 8:24
9. Semi Nice – 6:06
10. Yanko Pitch – 8:12

Disco 2 - The Other Side
1. Converting Vegetarians – 5:40
2. Elation Station – 5:45
3. Drop Out – 5:23
4. Avratz – 10:24
5. Blink – 5:32
6. Shakawkaw – 4:09
7. Pletzturra – 6:45
8. I Wish – 3:01
9. Ballerium – 7:18
10. Selecta – 5:21
11. Illuminaughty – 4:50
12. Jeenge – 7:02
13. Elevation – 5:15